# With Love, Chér
With Love, Chér − czwarty solowy album amerykańskiej piosenkarki Cher. Został wydany w listopadzie 1967 roku nakładem wytwórni Imperial Records. Przy produkcji albumu Cher współpracowała ze swoim ówczesnym mężem, Sonnym Bono oraz Haroldem Battiste i Stanem Ross. Tak jak poprzednie albumy With Love, Chér jest zbiorem coverów, ale zawiera również trzy utwory napisane przez Bono.
Album dotarł do 47 miejsca w notowaniu Billboard 200 w Stanach Zjednoczonych. Sprzedaż albumu nie dorównała sukcesowi poprzednich płyt.

## Lista utworów
Wszystkie utwory zostały wyprodukowane przez Sonny’ego Bono.
| Pierwsza strona | Pierwsza strona                      | Pierwsza strona | Pierwsza strona |
| Nr              | Tytuł utworu                         | Autorzy         | Długość         |
| --------------- | ------------------------------------ | --------------- | --------------- |
| 1.              | „You Better Sit Down Kids”           | Sonny Bono      | 3:47            |
| 2.              | „But I Can't Love You More”          | Sonny Bono      | 3:40            |
| 3.              | „Hey Joe”                            | Billy Roberts   | 3:28            |
| 4.              | „Mama (When My Dollies Have Babies)” | Sonny Bono      | 3:28            |
| 5.              | „Behind the Door”                    | Graham Gouldman | 3:42            |
|                 |                                      |                 | 18:05           |

| Druga strona | Druga strona                   | Druga strona                                | Druga strona |
| Nr           | Tytuł utworu                   | Autorzy                                     | Długość      |
| ------------ | ------------------------------ | ------------------------------------------- | ------------ |
| 1.           | „Sing for Your Supper”         | Lorenz Hart, Richard Rodgers                | 2:36         |
| 2.           | „Look at Me”                   | Keith Allison                               | 3:14         |
| 3.           | „There but for Fortune”        | Phil Ochs                                   | 3:28         |
| 4.           | „I Will Wait for You”          | Norman Gimbel, Jacques Demy, Michel Legrand | 3:17         |
| 5.           | „The Times They Are a-Changin” | Bob Dylan                                   | 3:10         |
|              |                                |                                             | 15:45        |

## Personel
- Cher - główny wokal
- Sonny Bono - producent muzyczny, fotografia
- Stan Ross - inżynier dźwięku
- Woody Woodward - kierunek artystyczny